# БДСМ
БДСМ је низ често еротских пракси или играња улога које укључују бондаж (везивање) и дисциплину, доминацију и субмисивност, садизам и мазохизам и друге повезане међуљудске динамике. Ова врста сексуалног изражавања темељи се на добровољном односу, сигурности и међусобном поверењу свих учесника те, на крају, на примању и давању ужитка са унапред утврђеним и договореним правилима. Ово истицање и наглашавање споразумног пристанка и безбедности је познато као „SSC” (safe – безбедност, sane – присебност и consensual – обострана сагласност, иако неки више воле термин „RACK” (Risk – ризик, Aware – свесност, Kink – перверзност), сматрајући да овај термин ставља већи нагласак на препознавање чињенице да су све активности потенцијално ризичне. Пре почетка било какве активности, учесници разматрају своје физичке и психолошке границе, утврђују сигурне речи (речи које сигнализирају моментални прекид сцене) и разрађују активности у које ће се упустити тј. све оно што ће се одиграти у сцени. Преговарање о сцени се обично дешава између партнера првих неколико пута и служи за безбедност учесника који се не познају довољно добро. Сигурна реч представља једну од најважнијих норми у БДСМ односима јер означава моменат у којем потчињена особа од доминантне захтева да прекине ту радњу, јер јој више не причињава задовољство.

## Улоге

### Доминантно понашање
Доминантна особа ужива у контролисању потчињене особе. Неки од разлога су демонстрација вештине и моћи, поседовање друге особе и осећај узбуђења и привржености који потчињена особа пружа доминантној. Наравно, треба размотрити и друге могуће мотиве, укључујући задовољство које не долази само из саме моћи, него и из патње других, узбуђење које се тражи прихватајући ризик и отворену самодеструктивност. Због тога многе особе у БДСМ заједници интересују мотиви оних особа које су укључене у БДСМ праксе и саветују опрезност у остваривању БДСМ контаката.

### Потчињено понашање
Потчињена особа је она која се добровољно предаје другој особи. Потчињене особе се разликују по томе колико озбиљно схватају своју ситуацију, тренинг и позицију. Мотивација за потчињено понашање може да буде ослобађање од одговорности, уживање у примању пажње и наклоности, добијање осећаја сигурности, показивање издржљивости и превазилажење осећаја срамоте. За оне које практикују служење могуће је да имају велику жељу да буду од користи. Потчињене особе се разликују и по томе у којој мери се укључују у сцену, колико често и да ли уопште сматрају своју улогу глумом.

### Активна и пасивна
У БДСМ-у активан партнер је онај који преузима улогу особе која даје тј. обавља радње над пасивном особом као што су везивање, ударање, понижавање или служење. Иако је лако претпоставити да је активна особа и доминантна а пасивна потчињена, не мора да значи да је увек тако.
Активна особа је некад она која прима инструкције као на пример да је активна када и на начин на који то захтева пасивна особа. Особа која контролише пасивну особу али по њеним изричитим инструкцијама је активни слуга.
На једном од крајева континуума се налази потчињена која ужива у примању наредби од доминантне особе али не прима никакву психолошку стимулацију. На другом крају налази се пасивна особа која ужива интензивну физичку и психолошку стимулацију али се не потчињава особи која им то пружа. Треба напоменути да је најчешће пасивна особа она која даје инструкције а активна особа извршава радње када их пасивна особа затражи.

### Промена (Switch)
Неке особе које практикују БДСМ уживају у промени, тј. у преузимају улога и доминантне и потчињене особе, или током једне сцене или преузимањем различитих улога у различитим ситуацијама и са различитим партнерима. Ово је понекад случај када су две особе које су, на пример, доминантне и у некој врсти односа, промена пружа свакој особи прилику да реализује своје незадовољене БДСМ потребе. Неке особе практикују промену али се не идентификују тако јер се то не дешава често или само под одређеним околностима и ситуацијама.

## Физиолошки аспект
На физиолошком нивоу, БДСМ као игра сензација, често укључује наношење бола, чак и без стварне повреде. То ослобађа ендорфин, стварајући осећај узбуђења сличан ономе након оргазма. Овај доживљај је мотивација за многе у БДСМ заједници али није једини фактор. У ствари, известан број особа (нарочито оне које уживају у потчињености) учествује у сценама у којима не добијају никакво физичко задовољство да би се омогућило доминантном партнеру да задовољи своје жеље или фетише.
Осећај кад се особа веже канапом, ланцима, кожним појасевима, лисицама или другим материјалима може бити део искуства и доживљаја. Помагала која се користе у БДСМ-у обухватају велико шаренило предмета који могу бити специјално дизајнирани или обични предмети који се налазе у кући.
Да би БДСМ био доживљај који пружа задовољство, зависи много од компетентне активне особе и пасивне особе која треба да постигне исправно стање ума. Поверење и сексуално узбуђење помажу особи да се припреми за интензивне сензације.

## Предрасуде
БДСМ је начин на који неко испољава своју сексуалност, а може постати и начин живота. Не мора да подразумева секс јер се ради о интензивном сексуалном искуству и задовољству које учесници могу доживети и без самог односа.
БДСМ није нешто што подстиче насиље у породици или међу партнерима, а особе које уживају у оваквом сексу нису никакви злостављачи и насилници у свакодневном животу, нити било каква претња било коме. Истраживање из 2008. године, објављено у Журналу сексуалне медицине, показало је како људи који практикују БДСМ ни на који начин не показују више знакова психичких потешкоћа и поремећаја, као што су анксиозност и депресија, од људи који практикују обичан секс.
Овај начин живота се често погрешно тумачи као искључиво полигаман и промискуитетан, па се верује како особе које практикују БДСМ имају доста партнера и често их мењају. Kларис Торн, стручњак за скулптуру, сексуалност и нове медије, наводи да је доста оваквих особа заправо моногамно и да имају једног партнера с којим су се „пронашли” сексуално, на обострано задовољство.
Предрасуда је да су мушкарци ти који су углавном доминантни, док су жене потчињене. Међутим, постоји већи број мушкараца који ужива у томе да жена буде доминантна над њима.
Kаква је доминантна или потчињена особа у свакодневном животу не одређује увек које ће улоге преферирати у БДСМ-у, иако многе особе показују тенденције. Тако, често особе које показују једну страну себе свакодневно, на пример на послу, имају јаку жељу да исказују супротно у свом сексуалном животу као вид ослобађања.